# 피에몬테어 위키백과

피에몬테어 위키백과는 피에몬테어로 운영되는 위키백과 언어판이다. 2006년 3월 26일에 시작되었다. 기호는 pms이다.